# Shennong
Shennong (chinesisch 神農 / 神农, Pinyin Shénnóng, koreanisch 신농, Sinnong, vietnamesisch Thần Nông), formal auch Ehrwürdiger Shennong bzw. Meister Shennong (神農氏 / 神农氏,  Shénnóng Shi) genannt, ist auch bekannt als der legendäre Urkaiser Shennong (神農大帝 / 神农大帝,  Shénnóng Dàdì) oder Yan Kaiser (炎帝,  yándì, koreanisch 염제, Yeomje, viet. Viêm Đế), der in der chinesischen Mythologie als ein Kulturheld gilt. Es wird angenommen, dass Shennong den alten Chinesen nicht nur ihre landwirtschaftlichen Praktiken beigebracht hat, sondern auch den pharmakotherapeutischen Gebrauch von pflanzlichen Arzneimitteln. Shennong wurden noch weitere Erfindungen zugeschrieben: Dazu gehören die Hacke, der Pflug, die Axt, das Graben von Brunnen, die landwirtschaftliche Bewässerung, die Konservierung von gelagertem Saatgut durch die Verwendung von abgekochtem Pferdeurin, der wöchentliche Bauernmarkt, der chinesische Kalender, sowie die Verfeinerung des therapeutischen Verständnisses des Pulsmessens, der Akupunktur und der Moxibustion und die Einführung der Erntedankzeremonie.
„Shennong“ kann sich auch auf sein Volk, die Shennong-shi (chinesisch 神農氏, Pinyin Shénnóngshì – „Shennong-Clan“), beziehen.

## Mythologie

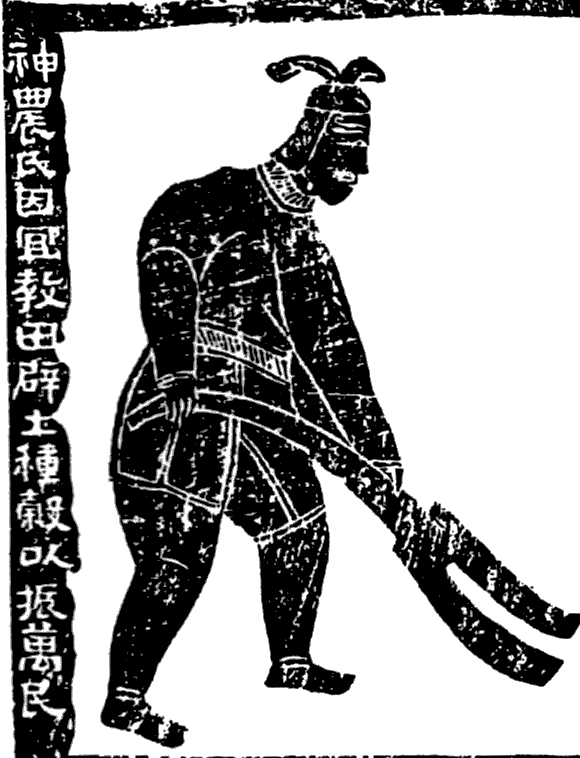
Shennong ist bekannt als der erste Kaiser des alten Chinas, der nicht nur die landwirtschaftlichen Werkzeuge für sein Volk erfand, sondern auch Kräuter zur Behandlung der Krankheiten seines Volkes. Dargestellt in einem Wandgemälde aus der Han-Dynastie.

Kaiser Shennong Yan (炎帝) ist bekannt als der erste Kaiser des alten China, der nicht nur die landwirtschaftlichen Werkzeuge, sondern auch Kräuter zur Behandlung von Krankheiten für sein Volk erfand.
In der chinesischen Mythologie lehrte Shennong die Menschen den Gebrauch des Pfluges zusammen mit anderen Aspekten der grundlegenden Landwirtschaft sowie den Gebrauch von Heilpflanzen. Er war auch ein Gott des brennenden Windes (vielleicht in irgendeiner Beziehung zum Mythos des Yan-Kaisers und/oder der Brandrodung, bei der die vom Feuer erzeugte Asche die Felder düngt). Manchmal wurde auch gesagt, dass er ein Vorfahre von Chiyou war oder dass er Chiyou zu einem seiner Minister ernannt hatte. Shennong wird auch als Vater des Huang-Kaisers (黃帝) angesehen, der die Geheimnisse der Medizin, der Unsterblichkeit und der Goldherstellung weitergab. Laut dem Kommentar des Historikers Sima Zhen aus dem achten Jahrhundert n. Chr. zum Shiji (oder: Aufzeichnungen des großen Historikers) aus dem zweiten Jahrhundert v. Chr. ist Shennong ein Verwandter des Gelben Kaisers und soll ein Vorfahre oder Patriarch der alten Ahnen der Chinesen sein.

## Volksreligion

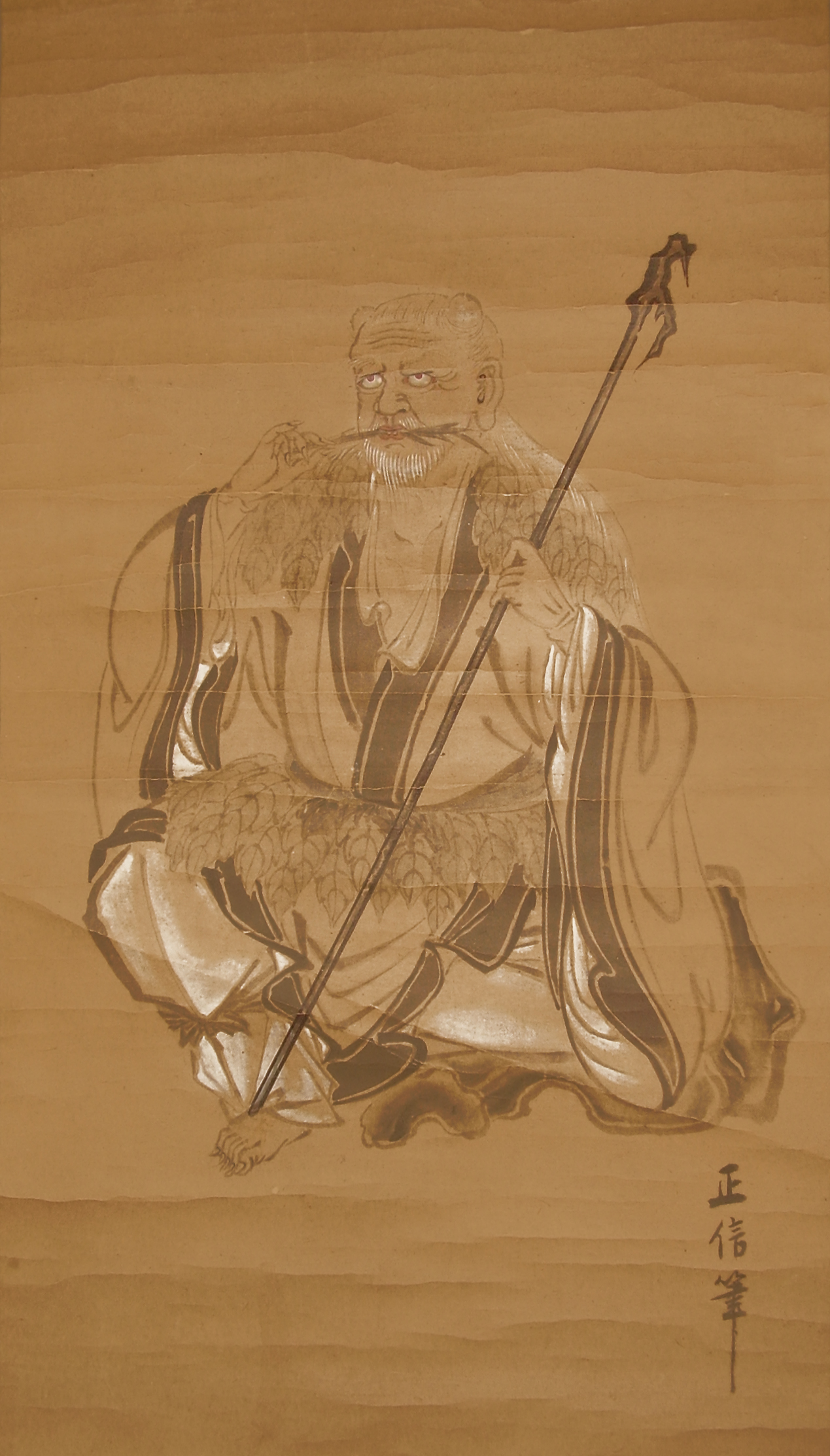
Shennong (jap. Shinnnō) in einer japanischen Hängerolle (19. Jh.)

Nach einigen Versionen der Mythen über Shennong starb er schließlich an den Folgen seiner Forschungen über die Eigenschaften von Pflanzen durch Experimente an seinem eigenen Körper. Er starb bei dem Versuch, die gelbe Blüte eines Unkrauts zu essen. Dies zerriss seine Eingeweide, bevor er Zeit hatte, seinen antidotalen Tee zu schlucken. Nachdem er so sein Leben für die Menschheit gegeben hatte, wird er seitdem als Medizin-König (藥王 Yàowáng) besonders geehrt. Das Opfern von Kühen oder Ochsen an Shennong in seinen verschiedenen Erscheinungsformen ist keinesfalls angebracht; stattdessen sind Schweine und Schafe akzeptabel. Feuerwerk und Weihrauch dürfen ebenfalls verwendet werden, besonders bei der Erscheinung seiner Statue an seinem Geburtstag, dem 26. April – so die Volkstradition. Unter seinen verschiedenen Namen ist Shennong die Schutzgottheit vor allem für Bauern, Reishändlern und Praktikern der traditionellen chinesischen Medizin. Es gibt viele Tempel und andere Orte, die seinem Gedenken gewidmet sind.

## Historizität

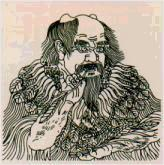
Shennong in einer fiktiven anachronistischen Darstellung

Verlässliche Informationen über die Geschichte Chinas vor dem 13. Jahrhundert v. Chr. können nur aus archäologischen Zeugnissen gewonnen werden, da Chinas erstes etabliertes Schriftsystem auf einem dauerhaften Medium, die Orakelknochenschrift, bis dahin nicht existierte. So ist selbst die konkrete Existenz der Xia-Dynastie, die als Nachfolger von Shennong gilt, noch nicht bewiesen – trotz der Bemühungen chinesischer Archäologen, diese Dynastie mit den bronzezeitlichen Erlitou-Fundstellen in Verbindung zu bringen.
Shennong, sowohl das Individuum als auch der Clan, sind jedoch sehr wichtig in der chinesischen Kulturgeschichte, besonders in Bezug auf die Mythologie und die Volkskultur. In der Tat spielt Shennong in der historischen Literatur eine große Rolle.

## In der Literatur
Sima Qian (司馬遷) erwähnte, dass die Herrscher, die dem Gelben Kaiser direkt vorausgingen, aus dem Haus (oder der gesellschaftlichen Gruppe) von Shennong stammten. Sima Zhen, der einen Prolog für die Aufzeichnungen des Großen Historikers (史記) hinzufügte, sagte, dass sein Nachname Jiang (姜) war, und er fuhr fort, seine Nachfolger aufzulisten. Ein älterer und berühmterer Verweis findet sich im Huainanzi. Dieser gibt wieder, wie vor Shennong die Menschen kränkelten, an Mangelerscheinungen litten, hungerten und krank waren. Shennong aber lehrte sie die Landwirtschaft, die er selbst erforscht hatte, indem er hunderte von Pflanzen aß – und sogar siebzig Gifte an einem Tag zu sich nahm. Shennong taucht auch in dem Buch auf, welches als I Ging bekannt ist. Hier wird erwähnt, dass er nach dem Ende des Hauses (oder der Herrschaft) von Paoxi (Fu Xi) an die Macht kam, einen gebogenen Holzpflug und einen Holzrechen erfand, diese Fertigkeiten anderen lehrte und einen Markt einrichtete. Eine weitere Erwähnung findet sich im Lüshi Chunqiu, in dem einige Gewaltakte in Bezug auf den Aufstieg des Hauses Shennong erwähnt werden, und dass ihre Macht siebzehn Generationen andauerte.

## Shénnóng Běn Cǎo Jīng

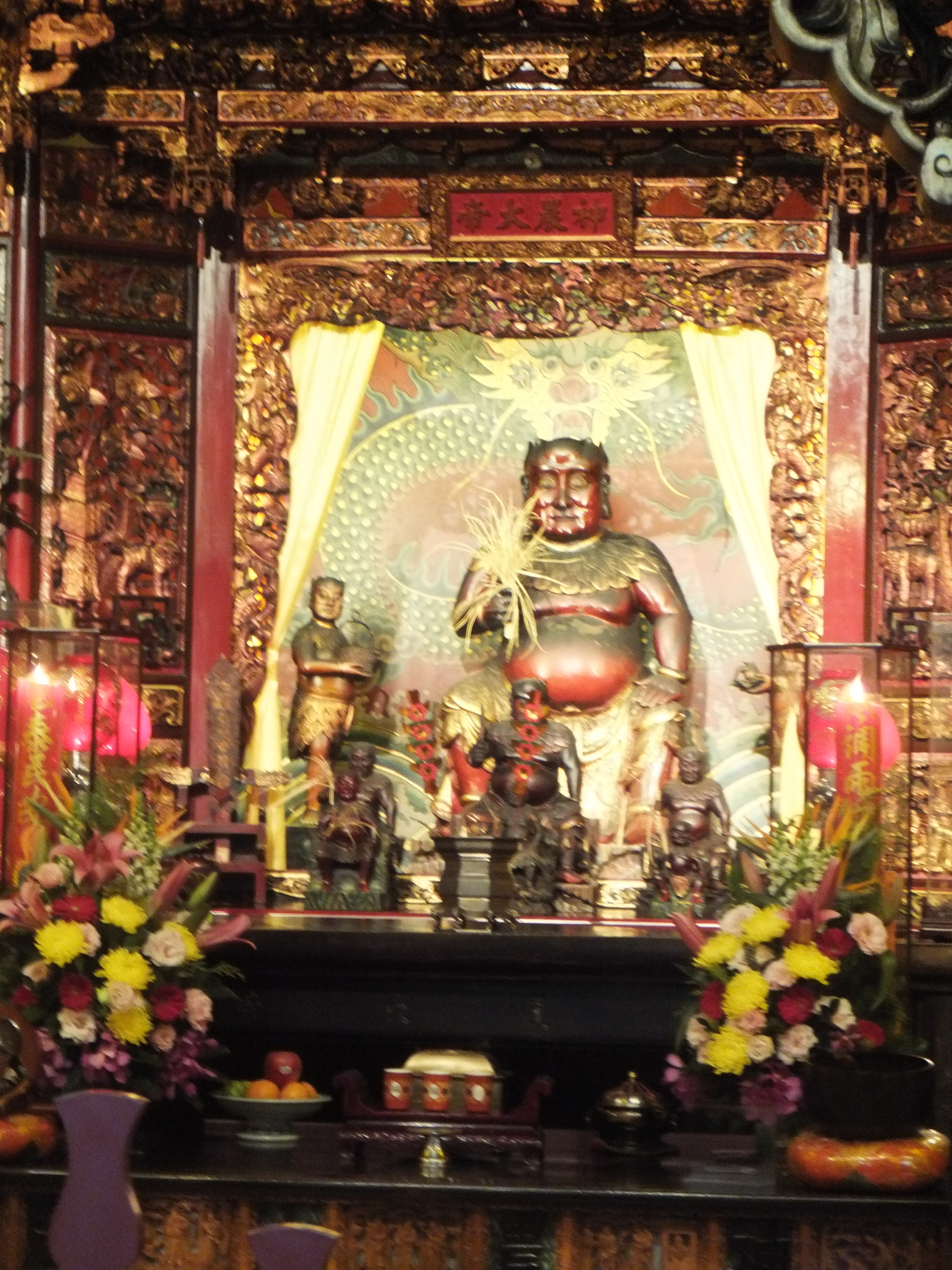
Statue des Shennong im Dalongdong Baoan-Tempel (Taipei)

Wie oben erwähnt, soll Shennong im Huainanzi hunderte von Kräutern gekostet haben, um ihren medizinischen Wert zu testen, wobei er auch auf 70 Gifte stieß. Er gilt somit als sagenhafter Begründer der Pharmakotherapie in der altchinesischen Heilkunde. Das bekannteste Werk, das Shennong zugeschrieben wird, ist das Shénnóng Běn Cǎo Jīng (vereinfachtes Chinesisch: 神农本草经; traditionelles Chinesisch: 神農本草經) „Klassiker der Heilkräuter nach Shennong“, das erstmals gegen Ende der westlichen Han-Dynastie zusammengestellt wurde – also mehrere tausend Jahre nachdem Shennong existiert haben könnte. Dieses Werk listet die verschiedenen Heilkräuter, wie z. B. Lingzhi, auf, die von Shennong entdeckt und mit Grad und Seltenheit bewertet wurden. Es gilt als das früheste chinesische Arzneibuch und enthält 365 Medikamente, die aus Mineralien, Pflanzen und Tieren gewonnen wurden. Shennong wird zugeschrieben, dass er Hunderte von medizinischen (und giftigen) Kräutern identifizierte, indem er persönlich ihre Eigenschaften testete, was für die Entwicklung der traditionellen chinesischen Medizin entscheidend war. Die Legende besagt, dass Shennong einen durchsichtigen Körper hatte und so die Auswirkungen verschiedener Pflanzen und Kräuter an sich selbst sehen konnte. Auch der Tee, der als Gegengift gegen die giftigen Wirkungen von etwa siebzig Kräutern wirkt, soll seine Entdeckung gewesen sein. Shennong kostete ihn zum ersten Mal, traditionell ca. 2437 v. Chr., aus Teeblättern an brennenden Teezweigen, nachdem diese von der heißen Luft aus dem Feuer emporgetragen wurden und in seinem Kessel mit kochendem Wasser landeten. Shennong wird als Vater der chinesischen Medizin verehrt. Es wird auch angenommen, dass er die Technik der Akupunktur eingeführt hat.
Nach Shennong ist die Pflanzengattung Schinnongia Schrank aus der Familie der Schwertliliengewächse (Iridaceae) benannt.

## Erfindungen
Shennong gilt nicht nur als sagenhafter Begründer der altchinesischen Heilkunde bzw. Pharmakotherapie, sondern soll zusammen mit Fuxi und dem Gelben Kaiser auch an der Erfindung des Musikinstrumentes Guqin beteiligt gewesen sein.

## Nachfahren
Gelehrte Werke erwähnen, dass die väterliche Familie des berühmten Generals der Song-Dynastie, Yue Fei, ihre Ursprünge auf Shennong zurückführte.

## Orte
Shennong wird mit bestimmten geografischen Orten in Verbindung gebracht, darunter Shennongjia in Hubei, wo sich die Rattanleiter, die er zum Erklimmen der örtlichen Bergkette benutzte, in einen riesigen Wald verwandelt haben soll. Der Shennong-Bach fließt von hier aus in den Jangtse-Fluss.